# Alprazolam
Alprazolam (voorheen vooral bekend onder de merknaam Xanax) is een kort- tot middellangwerkend geneesmiddel, behorend tot de benzodiazepinen. De voornaamste toepassing is bij de behandeling van paniekstoornissen en angststoornissen. Het gebruik ter ondersteuning van de behandeling van depressie is een niet-geregistreerd gebruik. Tabletten van 1 of 2 mg worden vaak nog onder de naam Xanax (vaak van het type Retard, langer werkend) uitgegeven, waarbij 2 mg in Nederland en België soms niet meer bestelbaar is door de apotheken.
Het middel is sinds begin 1983 op de internationale markt en sinds 1990 op de Nederlandse markt. Het werd ontwikkeld door de Amerikaanse medicijnproducent Upjohn (opgegaan in Pfizer). Uit onderzoek in 1976 (Klinische test door Dr. Huy Chouinard) bleek de werkzaamheid bij angststoornissen. Voor zover bekend heeft het geen antidepressieve werking. Toen het medicijn pas op de markt was, werd beweerd dat het minder verslavend was dan oudere benzodiazepinen, zoals diazepam en chloordiazepoxide; dit bleek echter niet het geval. Het enige verschil was dat de tolerantie (de tijd dat men meer van een dosering nodig heeft voor hetzelfde effect) iets later optrad dan bij de bekendere benzodiazepinen. Net als bij alle andere benzodiazepinen is de kans op verslaving groot, vooral bij langdurig gebruik van hoge doseringen.
Geneesmiddelen die op het CYP3A4 systeem aangrijpen, verstoren het metabolisme.
Alprazolam is in Nederland en België op voorschrift verkrijgbaar, in de doseringen van 0,25 mg, 0,50 mg, 1 mg en 2 mg. Buiten Nederland worden hogere doseringen van 1 en 2 mg vaker geproduceerd, met name in de Verenigde Staten. Op de zwarte markt zijn de 1 en 2 mg (Xanax retard) in de handel in Nederland en België.
In Nederland staat alprazolam op de lijst 2 stoffen van de Opiumwet en is daardoor alleen op voorschrift verkrijgbaar.
Ruimtelijk model van een alprazolam-molecule: